# 約翰 (霍亨索倫-錫格馬林根)
約翰（Johann von Hohenzollern-Sigmaringen，1578年8月17日—1638年3月22日），霍亨索倫-錫格馬林根伯爵（1606年－1623年）、親王（1623年－1638年），卡爾二世之子。

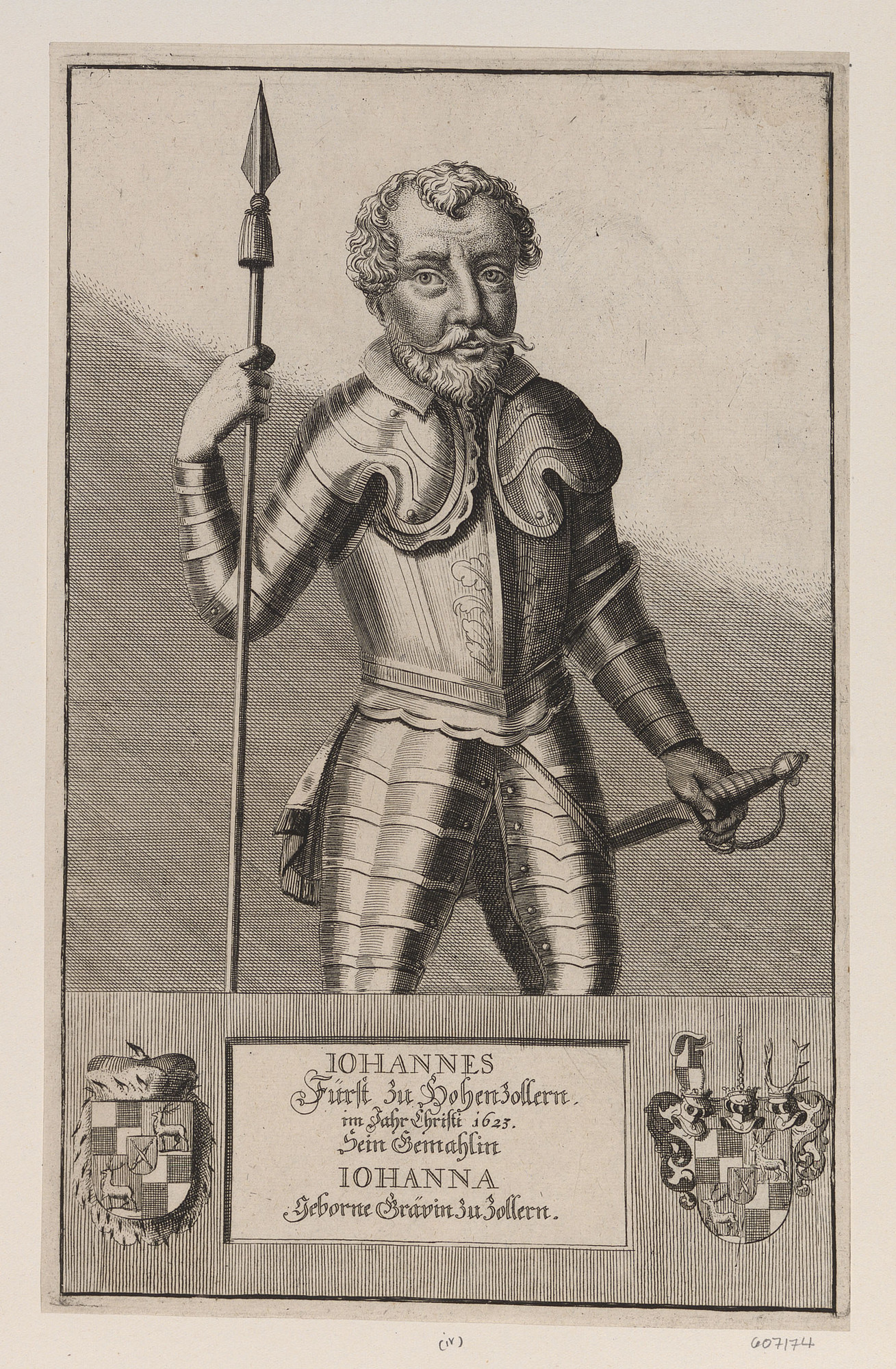
約翰，霍亨索倫-錫格馬林根親王

約翰娶堂兄艾特爾·腓特烈四世的女兒約翰娜（Johanna，1581－1634）。

## 子女
- 邁因拉德一世（1605－1681）
- 瑪麗（1606－1674）
- 希比拉（1607－1636）